# Finn Hudson
Finn Hudson  is een personage van de Amerikaanse televisieserie Glee van Fox Broadcasting Company, gespeeld door Cory Monteith. Hij is een van de leden van de fictieve Glee Club en de feitelijk bestaande Glee Cast.

## Personage en verhaallijn
Finn Hudson groeit op met alleen zijn moeder als zijn vader overlijdt in Desert Storm als hij nog maar een baby is. Zijn moeder Carole is wanhopig op zoek naar een nieuwe liefde. Finn is quarterback in het footballteam en erg populair onder de studenten. Als de leraar Spaans Will Schuester nieuw leven blaast in de Glee club heeft Finn er geen interesse in om tot deze groep te behoren, uit schaamte voor zijn vrienden bij de footballclub. Finn heeft moeite met het hebben van een eigen mening en zijn beste vriend Puck (Noah Puckermann) brengt hem regelmatig in de problemen. Als Will Schuester Finn hoort zingen in de douche van de kleedkamer, twijfelt hij geen moment aan Finns talent voor zingen. Will weet met een list Finn in de Glee club te krijgen. Finn heeft geen keus en wordt leadzanger van de Glee club samen met Rachel Berry. Hij wordt vanaf dan de spot van het footballteam. Hij krijgt regelmatig een drankje in zijn gezicht gesmeten en wordt nu tot de losers van de school gerekend. Finn heeft hier weliswaar moeite mee, maar leert vele obstakels te overwinnen, waaronder het hebben van een eigen mening en hiervoor uit te komen. Zo redt hij zijn mede-Glee club-lid 'Artie' van een pesterij.
Door toeval komen ook zijn maatjes, Puck (Noah Puckerman), Mike Chang en Matt Rutherford bij de Glee club. Ook drie cheerleaders, Santana Lopez, Brittany Pierce en Quinn Fabray worden lid van de 'New Directions' Glee club, maar wel met een verborgen agenda.
Finns relatie met de populaire cheerleader en oprichtster van de Celibacy club, Quinn Fabray, is ook wankel, mede door het feit dat hij gevoelens heeft voor Rachel en zij ook voor hem. Finn blijft ondanks alles bij Quinn, helemaal als blijkt dat zij zwanger is. Finns leven staat vanaf dat moment op zijn kop. Hij blijkt een makkelijke prooi voor Quinn, die hem wijsmaakt dat een vrijpartij in het bubbelbad heeft geleid tot de zwangerschap. Het wordt al gauw duidelijk dat Puck eigenlijk de vader is en iedereen in de Glee club behalve Finn (en Rachel) dit weten.
Als Finn vlak voor een belangrijke selectieronde erachter komt dat het niet zijn kind is, is hij woest en weigert hij nog langer lid te zijn van de Glee club. Het kost hem veel moed om toch deel te nemen aan de selectieronde. Ook kan hij zowel Quinn als Puck dan nog niet vergeven voor deze leugen.
Ondertussen moet hij ook nog eens omgaan met het feit dat de homoseksuele Kurt Hummel een oogje op hem heeft. Door middel van kleine signalen maakt Finn wel duidelijk dat hij niet geïnteresseerd is in hem en hij houdt afstand. Dat gaat goed, totdat Finns moeder Carole een relatie blijkt te hebben met Kurts vader Burt Hummel. Finn is niet blij met deze relatie, maar Burt blijkt uiteindelijk de vaderfiguur te zijn die Finn zijn hele leven al mist. Kurt voelt zich hierdoor gepasseerd.
Ondertussen ontwikkelt er ook een relatie met Rachel, maar Finn vindt de relatie een beetje saai en maakt het uit, tot groot verdriet en woede van Rachel. Ondertussen verliest hij zijn maagdelijkheid aan Santana Lopez als er opeens de druk komt dat hij nog de 'enige' maagd is op school. Op dat moment heeft Rachel een relatie met Jesse St. James en beseft hij dat Rachel toch de ware is voor hem. Hij maakt haar duidelijk dat hij voor haar blijft vechten.
De relatie van hem en Kurt Hummel wordt ook op de proef gesteld als wordt besloten dat Carole en Finn bij Burt en Kurt komen inwonen. Finn moet de kamer delen met Kurt en voelt zich hier heel ongemakkelijk bij. Tot overmaat van ramp worden ze ook beiden getreiterd door footballspeler Dave Karofsky en zijn maat. Als Finn het verkeerde scheldwoord gebruikt bij Kurt is dit reden voor Burt om Finn uit huis te zetten. Finn beseft hoe fout hij is en neemt het op voor Kurt als hij wordt gepest door Dave Karofsky.
Finn vertelt Rachel dat hij van haar houdt vlak voor hun duet in de regionale selectierondes. Deze verliezen ze, maar hun relatie wordt nieuw leven ingeblazen.
In het tweede seizoen delen ze fijne momenten waaronder een aantal duetten zoals 'Don't Go Breaking My Heart'.
Ook besluiten zijn moeder Carole en Burt Hummel te trouwen en zo worden Finn en Kurt stiefbroers. Zijn relatie met Rachel eindigt als duidelijk wordt dat hij is ontmaagd door Santana. Omdat Rachel nog maagd is, is ze teleurgesteld in Finn dat hij met Santana het bed heeft gedeeld. Leugens worden ontrafeld en Finn en Rachel beëindigen de relatie.
In het derde seizoen komt Finn weer terug in de serie. Ook in het vierde seizoen zou hij zijn opwachting maken, in een verhaallijn die half over Rachel, Kurt en hem zal gaan en de andere helft over de overige personages. Het overlijden van de acteur die Finn vertolkte (Cory Monteith) kwam in juli 2013 onverwacht. In augustus 2013 werd bekendgemaakt dat Finn in aflevering 3 van seizoen 5 zou komen te overlijden. Dit is tevens de tributeaflevering voor Monteith.